# 4635 Rimbaud
A 4635 Rimbaud (ideiglenes jelöléssel 1988 BJ1) a Naprendszer kisbolygóövében található aszteroida. Eric Walter Elst fedezte fel 1988. január 21-én.